# 金井好克
金井 好克（かない よしかつ）は、日本の医学者、医師。大阪大学ヒューマン・メタバース疾患研究拠点特任教授。医学博士。

## 人物・経歴
1978年に群馬大学医学部医学科に入学し、1984年に卒業。高校・大学時代はテニス部に所属。また、論理を学ぶため物理学を独学で勉強した
。1988年東京大学大学院医学系研究科第一基礎医学（生理学）を修了し、医学博士の学位を取得した。
1988年から1993年まで東京大学医学部医学科衛生学の助手、1991年から1993年まではアメリカ合衆国ハーバード大学博士研究員（ブリガム・アンド・ウィメンズ病院腎臓内科）を務めた。1993年に帰国し、杏林大学医学部薬理学講師、1996年に同助教授、2004年には同教授に昇任した。この間、1998年から2001年にかけては、科学技術振興事業団個人研究推進事業さきがけ研究21「素過程と連携」領域研究者を兼務した。
2007年より大阪大学大学院医学系研究科生体システム薬理学教授に就任、2024年まで務めた。2013年から2015年には大阪大学総長顕彰を教育部門と研究部門でそれぞれ受賞している。2020年にはクラリベイト・アナリティクスによる「Highly Cited Researcher 2020」に選出されたほか、同年、第3回日本医療研究開発大賞にて内閣総理大臣賞を受賞した。また同年から日本学術会議会員を、2024年からは、大阪大学ヒューマン・メタバース疾患研究拠点（WPI-PRIMe）特任教授を務めている。

## 受賞
- 1994年：Award from International Academy for Biomedical and Drug Research in 1994: Special Recognition of Excellence.[1]
- 1995年：分子腎臓研究会最優秀研究奨励賞[1]
- 1996年：研究奨励賞（持田医学薬学振興財団）[1]
- 1996年：平成7年度最優秀研究（文部科学省重点領域研究「チャネルとトランスポーターの構造・機能協関」）[1]
- 1997年：日本薬物動態学会ベストポスター賞[1]
- 1998年：分子腎臓研究会優秀研究奨励賞[1]
- 2000年：分子腎臓研究会最優秀研究奨励賞[1]
- 2013年：大阪大学総長顕彰[1]
- 2013年：日本薬理学会江橋節郎賞[1]
- 2014年：大阪大学総長顕彰[1]
- 2020年：日本医療研究開発大賞内閣総理大臣賞[1]
- 2020年：クラリベイト・アナリティクスHighly Cited Researcher-2020[1]